# 스콧 화이트
스콧 화이트(Scott Whyte, 1978년 1월 8일 ~ )는 미국의 배우, 텔레비전 배우, 성우이다.
맨해튼비치에서 태어났다.

## 영화
- 페이스 오브 아워 파더스 (2015년)
- 썸원 매리 배리 (2014년)
- 서먼드 (2013년) - 나단 역
- 다크 하우스 (2009년)
- 데드 맨즈 핸드 (2007년)
- 비포 터닝 더 건 (2006년)
- 더 록 - 죽음의 섬 (2006년) - 브라이언 역
- 올인 (2006년)
- 폴린 원즈 (2005년)
- 리커 (2005년) - 트립 역
- 마이티 덕 2 (1994년)
- 불타는 태양 (1988년)